# NSB El 18
NSB El 18 기관차는 ADtranz/SLM에서 생산한 노르웨이의 전기 기관차이다. 스위스 연방 철도의 Re 460을 기반으로 하며, ADtranz 스트뢰멘에서 1996년, 1997년에 생산하였다. 현재 NSB에서 사용 중인 유일한 간선용 전기 기관차이며, 인터시티 및 야간 열차, 일부 지역 열차에 사용한다.
전장 18.5m, 차량 중량은 83톤이다. 3상 교류 전동기를 사용하며 최대 출력 5880 kW이며, 견인력은 275 kN, 최고 속도 시속 200km이다. 회생 제동을 사용할 수 있다. 핀인파리나에서 외형을 설계하였고, 운전실에는 여압 장치가 있다. El 18 2241호부터 2262호까지 번호가 할당되어 있다.

## 역사

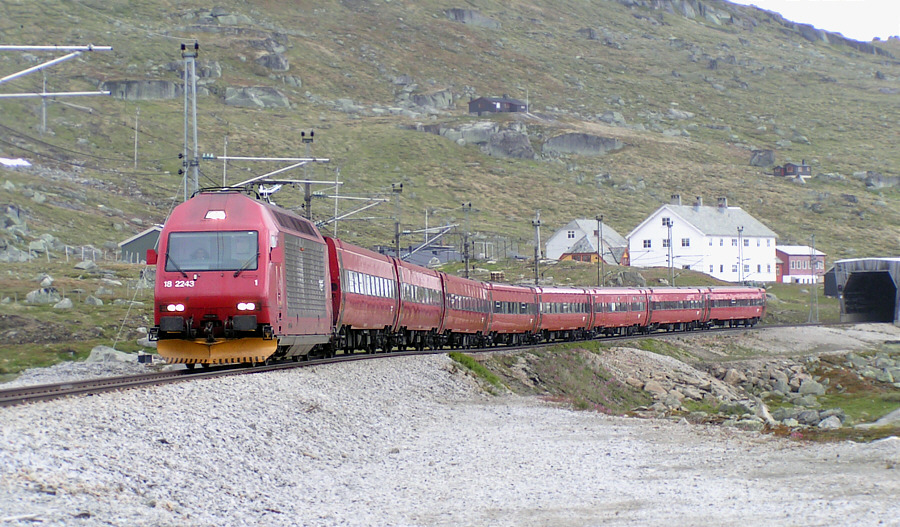
베르겐 선의 핀세 근처에 있는 El 18

1990년대 초반 El 11과 El 13 기관차를 대체할 새 전기 기관차를 찾고 있었다. 가장 최근에 구매한 El 17 기관차의 안정성 문제 때문에 최대한 빨리 본선에서 퇴역시키려고 하였다. 1993년 Re 460과 오이로슈프린터 기관차를 노르웨이에서 시험하였고, Re 460은 그 해 8월 28일부터 10월 8일까지 운행하였다. NSB는 둘 다에 만족하였으며, 인터시티 열차의 중량을 700에서 800t으로 늘일 수 있다고 하였다. 1994년 초에 Re 460 기관차를 임대하여 1994년 동계 올림픽을 위한 수요를 맞추었다.
1994년 5월 8일까지 진행된 입찰에서 5개사에서 응했다. 알스톰에서는 SNCF BB 36000의 파생형, AEG에서는 독일 시제차 12X의 파생형, 지멘스에서는 오이로스프린터 및 ÖBB 1014의 파생형, ABB에서는 Re 460의 파생형을 제시하였다. 최종 협상은 ABB/SLM 및 AEG와 9월 2일에 진행하였으며, 9월 27일 ABB와 22량을 계약하였다.

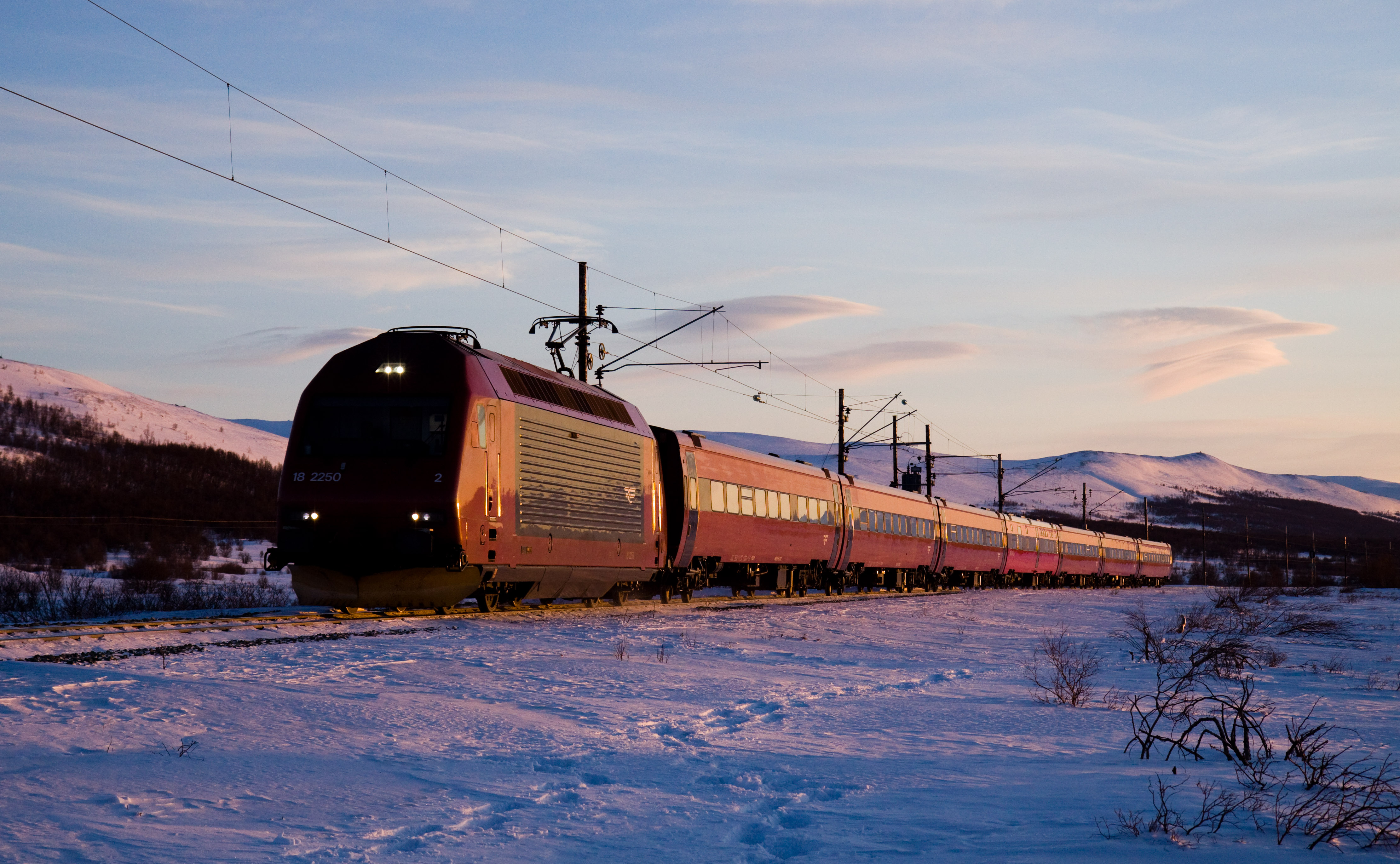
도브레 선 돔보스 역의 El 18

NSB에서는 노르웨이와 스웨덴의 15kV 16 2/3Hz 및 덴마크의 25kV 50Hz 둘 다를 지원하는 기관차를 고려하였다. 당시 공사 중이었던 외레순 대교 완공 이후 덴마크로 직통 열차를 운행하려는 계획이었다. 구매 과정에서 복전압 시스템은 삭제되었으나, 필요한 경우 추가할 수 있는 여지를 남겨 두었다. ADtranz 스트뢰멘에서 제작하였으며, 1996년 9월 3일부터 1997년 6월 12일까지 반입되었다. 첫 차량은 2241, 마지막 차량은 2262호이다.
El 18은 Re 460의 파생형이다. 장편성 여객 열차 및 고속 운행을 위하여 설계되었다. 여객과 화물 둘 다에 사용 가능하다.

## 기술 사양

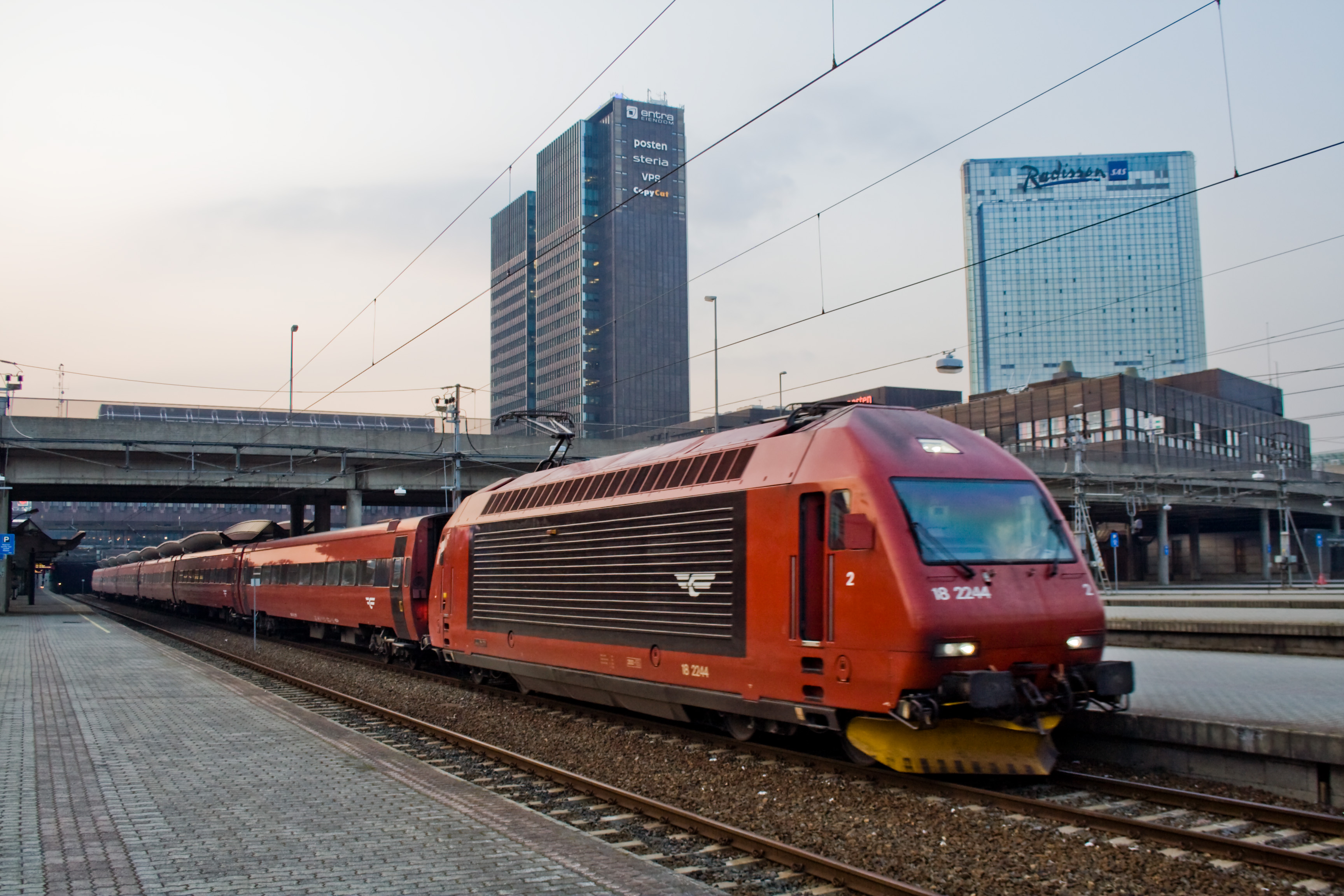
오슬로 센트랄 역의 El 18

최대 출력은 5880 kW, 연속 최대 출력은 5400 kW이다. 최고 속력은 시속 200km, 견인력은 275kN이다. 전차선에서 받은 전류는 일단 직류로 변환된 다음 3개 중 1개의 GTO 사이리스터를 통하여 교류로 변환된다. 각각 대차에는 정류기 3개가 있으며, 각각은 2개의 인버터에 연결된 변압기에 연결되어 있다. 대차 프레임에 3상 교류 전동기가 장착되어 있으며, 회생 제동이 가능하다.
별도의 인버터 4개로 구동되는 보조 3상 전원 공급 장치가 장착되어 있어서 컴프레서, 펌프, 공조기 등에 전력을 공급한다. 광섬유 케이블을 통하여 16비트 마이크로프로세서로 제어한다. 정류기, 보조 정류기, 제어기, 진단 시스템 등은 NSB 70 전동차에 사용된 것과 동일한 종류이다. 크노르 HSM 기계 제동이 장착되어 있다. 기계실 중앙에 복도가 있으며, 운전석에는 여압 및 공조 장치가 설치되어 있다.

## 참조
1. ↑  Aspenberg, 2001: 86
2. ↑  Aspenberg, 2001: 99
3. ↑  Aspenberg, 2001: 121
4. 1 2 3 4  Erland, Rasten (1994). “NSBs nye flagskip: El 18”. 《På Sporet》 (노르웨이어) 80: 51–54.
5. 1 2  Aspenberg, 2001: 124
6. ↑  Aspenberg, 2001: 122

### 참고 문헌
- Nils Carl, Aspenberg (2001). 《Elektrolok i Norge》 (노르웨이어). Oslo: Baneforlaget. ISBN 82-91448-42-6.